# ヘンリー・ハワード (第7代ノーフォーク公)
第7代ノーフォーク公ヘンリー・ハワード（英: Henry Howard, 7th Duke of Norfolk, KG, PC、1655年1月11日 - 1701年4月2日）は、イングランドの貴族。

## 経歴
1655年1月11日、第6代ノーフォーク公爵ヘンリー・ハワードとその妻アン（第2代ウスター侯爵エドワード・サマセットの娘）の長男として生まれる。
オックスフォード大学モードリン・カレッジで学び、マスター・オブ・アーツ（MA）の学位を取得。
1679年1月に繰上勅書によりモウブレー男爵を継承して貴族院に召集された。1682年12月にウィンザー城管理長官、サリー総督、バークシャー総督に就任。1683年1月にウィンザー執事（high steward of Windsor）となり、同年4月からノーフォーク総督にも就任した。
1684年1月の父の死により第7代ノーフォーク公爵位を継承した。1684年9月にオックスフォード大学より名誉民事法学博士号（DCL）を授与される。1685年2月のカトリックのジェームズ2世の即位に際して、ノーフォーク公がジェームズ2世への王位継承の旨の宣言を発した。同年5月にガーター勲章ナイト（KG）に叙された。1685年6月にはノーフォーク公爵歩兵連隊名誉連隊長となったが、彼はプロテスタントだったので1686年にカトリック教会への参拝を拒否して辞職した。1687年にはサリーとノーフォークにおいてジェームズ2世の信仰自由宣言に関する評判を情報収集するエージェントの役割を果たすことをジェームズ2世に約束していたが、1688年7月にはオラニエ公ウィレム3世（ウィリアム3世）の許にはせ参じ、名誉革命成功後の1689年2月にウィリアム3世の即位を支持した。同月、枢密顧問官(PC)に任じられる。
1689年3月にはノーフォーク公爵歩兵連隊名誉連隊長に就任。
1701年4月2日にロンドン・セント・ジェイムズ・スクウェア・ノーフォーク・ハウスで死去。爵位は甥のトマスが継承した。

## 栄典
1679年1月14日の繰上勅書により父ヘンリーの保有する爵位のうち次の爵位を継承。
- 第18代モウブレー男爵 (18th Baron Mowbray)
(1283年の議会招集令状（英語版）によるイングランド貴族爵位)

1684年1月11日の父ヘンリーの死去により以下の爵位を継承した。
- 第7代ノーフォーク公爵 (7th Duke of Norfolk)
(1483年6月28日の勅許状によるイングランド貴族爵位)
- 第25代アランデル伯爵 (25th Earl of Arundel)
(1138年頃創設のイングランド貴族爵位)
- 第8代サリー伯爵 (8th Earl of Surrey)
(1483年6月28日の勅許状によるイングランド貴族爵位)
- 第5代ノーフォーク伯爵 (5th Earl of Norfolk)
(1644年6月6日の勅許状によるイングランド貴族爵位)
- 第2代ノーリッジ伯爵（英語版） (2nd Earl of Norwich)
(1672年10月19日の勅許状によるイングランド貴族爵位)
- 第19代セグレイヴ男爵 (19th Baron Segrave)
(1295年の議会招集令状によるイングランド貴族爵位)
- 第16代ファーニヴァル男爵（英語版） (16th Baron Furnivall)
(1295年6月24日の議会招集令状によるイングランド貴族爵位)
- ブラックミアの第20代ストレンジ男爵 (20th Baron Strange of Blackmere)
(1308年3月4日の議会招集令状によるイングランド貴族爵位)
- 第15代マルトレイヴァース男爵 (16th Baron Maltravers)
(1330年6月5日の議会召集令状によるイングランド貴族爵位。1627年議会法によりアランデル伯位に付随)
- 第17代タルボット男爵（英語版） (17th Baron Talbot)
(1331年1月27日の議会招集令状によるイングランド貴族爵位)
- 第5代フィッツアラン＝クラン＝オズワルデスタ男爵 (5th Baron FitzAlan, Clun and Oswaldestre)
(1627年の議会法によるイングランド貴族爵位。1627年議会法によりアランデル伯位に付随)
- ライジング城の第2代ハワード男爵 (2nd Baron Howard of Castle Rising)
(1669年3月27日の勅許状によるイングランド貴族爵位)

### 勲章
- 1685年5月6日、ガーター勲章ナイト（KG）[2]

## 家族
1677年に第2代ピーターバラ伯爵ヘンリー・モードントの娘メアリーと結婚したが、子供は無かった。
メアリーは公爵邸によく出入りしていた軍人サー・ジョン・ジャーメインと浮気し、これに公爵が立腹して1685年から別居となった。さらに公爵は妻の浮気相手ジャーメインを相手取って10万ポンドの損害賠償を求める訴訟を起こした。この裁判はメアリーが貴族院の証言台に立つなどしたため、衆目を集めたが、メアリーは熱心なカトリックでジャコバイト派であったため、その思想を持つ者たちがメアリーを熱心に応援し、公爵は不利な立場に立たされたという。結局公爵はこの裁判で100マークの損害賠償しか取れなかった。
夫妻は1700年4月に正式に離婚し、離婚後メアリーはジャーメインと再婚した。